# Coleophora samarensis
Coleophora samarensis is een vlinder uit de familie kokermotten (Coleophoridae). De wetenschappelijke naam is voor het eerst geldig gepubliceerd in 2001 door Anikin.
De soort komt voor in Europa.